# Carl Thompson (liutaio)
Carl Thompson (Pitcairn, 5 febbraio 1939) è un liutaio statunitense.
È noto soprattutto per la costruzione di bassi elettrici di altissima qualità, utilizzati tra gli altri da Stanley Clarke e Les Claypool (Primus).
Nel 1967 Thompson si trasferì a New York dalla natia Pennsylvania per tentare la carriera di chitarrista jazz. Per mantenersi lavorò prima in un negozio di chitarre, poi si mise in proprio dedicandosi alle riparazioni. Nel 1974 costruì il suo primo strumento e in breve tempo divenne famoso per le sue realizzazioni.